# مانفريد فون آردن
مانفريد فون آردن (بالألمانية: Manfred von Ardenne) ولد في 20 يناير 1907 وتوفي 26 مايو 1997 هو باحث وفيزيائي ومخترع ألماني·له أكثر من 600 براءة اختراع في مجالات العلوم الطيبة ˌمن بينها المجهر الالكترونيˌو التكنولوجيا النووية وفيزياء البلاسما .
ادار مختبره الخاص المسمى باسم Forschungslaboratorium für Elektronenphysik ˌولمدة عشر سنوات بعد الحرب العالمية الثانية عمل في الاتحاد السوفيتي على مشروعهم للقنبلة الذرية، وبعد رجوعه إلى ألمانيا عمل في مختبره الخاص Forschungsinstitut Manfred von Ardenne

## روابط خارجية
- مانفريد فون آردن على موقع IMDb (الإنجليزية)
- مانفريد فون آردن على موقع مونزينجر (الألمانية)
- مانفريد فون آردن على موقع ديسكوغز (الإنجليزية)
- مانفريد فون آردن على موقع قاعدة بيانات الفيلم (الإنجليزية)